# Athanase al-Sandali
Pour les articles homonymes, voir Athanase.
Athanase Sandalaya fut patriarche d'Antioche de l'Église syriaque orthodoxe de 755/756 à 758/759.

## Biographie
Evêque de Mayyafariqin, à la frontière entre la Haute-Mésopotamie et l'Arménie, Athanase participa à la tentative d'union de 726/727 avec les Arméniens. Il fonda également le monastère du Mont Beshme, à l'est d'Edesse, ainsi qu'une cathédrale dans sa cité de ressort.
Il fut responsable de l'élection du patriarcat en 740 et soupçonné d'avoir falsifié le tirage au sort pour favoriser Iwanis, l'évêque de Harran. En 744, il co-préside un synode avec le patriarche et se rapproche de Marwan II. 
Il obtient un diplôme de "métropolite de Jazîra" et dénonce, vers 748, Iwannis pour détournement des revenus de la province de Mossoul et Takrit. 
Il perd la faveur de la puissance publique à l'occasion de la révolution abbasside en 750. Peu après, il parvient cependant à gagner les bonnes grâces d'Abu Ja'far, gouverneur de la Jazira (751-754). Il parvint à introduire auprès de son protecteur le moine Isaac qui fut nommé évêque de Harran. Imposé par son protecteur, devenu le calife al-Mansur, il succède à Isaac. 
Il est finalement assassiné à Harran en raison d'un complot de la notabilité locale, avec peut-être la complicité de l'émir de Jazîra Ibn Qahtaba.
À sa mort les évêques des Jazîra se réunissent à Manbij et désignent pour lui succéder Georges Ier en Syrie. Peu après pourtant, la plupart des évêques à part les édesseniens se ravisent et choisissent pour une partie de la Jazîra, et Jean de Callinice en Jazîra et en Irak.